# Le Chalange
Le Chalange település Franciaországban, Orne megyében. Lakosainak száma 84 fő (2022. január 1.). Le Chalange Gâprée, Le Ménil-Guyon, Montchevrel, Saint-Germain-le-Vieux és Trémont községekkel határos.

## Népesség
A település népességének változása:
| Lakosok száma | 99   | 102  | 107  | 98   | 93   | 88   | 86   | 84   | 84   |
|               | 2013 | 2015 | 2016 | 2017 | 2018 | 2019 | 2020 | 2021 | 2022 |